# SET Asia
O Sony Entertainment Television Asia é um canal generalista internacional que pertence à SPE Networks - Asia e à Sony Entertainment Television. A sua programação consiste na transmissão de emissões em língua hindi, nomeadamente filmes de Bollywood.